# Nya Psalmisten
Nya Psalmisten var en psalmbok som gavs ut 1903 i Minnesota, Minneapolis, Illinois och Chicago.

## Historik
På baptisternas konferens 1900 i Saint Paul, Minnesota erbjöd redaktören E. Wingren att fritt få ta över hans sångbok Fridsbasunen. Anbudet antogs av konferensen och man tillsatte en kommitté som skulle samla in material till en ny sångbok. På baptisternas konferens i New York 1901, beslöt man att ansöka om pengar för att kunna ge ut boken som kommittén arbetat fram. Sångboken gavs ut 1903 med namnet Nya Psalmisten av baptisterna i Minnesota, Minneapolis, Illinois och Chicago. Psalmboken innehåller 675 psalmer. Det övergripande arbetet för musiken utfördes av Andrew L. Skoog.

## Psalmer (påbörjad lista)

### I. Guds tillbedjan
- 1. Hela världens fröjdes Herren!
- 2. Helig, helig, helig!
- 3. Guds pris
- 4. Himlar, gifven Herren ära!
- 5. Höga majestät, vi alla
- 6. Pris vare Gud treenige
- 7. Pris Gud i makt och kärlek stor
- 8. Pris ära magt halleluja
- 9. Upp, alla verk som Herren gjort!
- 10. Till dig, o Gud, ditt Sion här
- 11. O Gud, din makt, ditt majestät

### II. Gud

#### 1. Skapelsen
- 12. Morgonsång
- 13. Dig allena vare ära
- 14. Må jord och alla himlarna
- 15. Det finns en Gud, hvars allmaktsord
- 16. Allena Gud i himmelrik'
- 17. Lofsång ("Pris ske dig, Herre")
- 18. O Fader, skapare och Gud! ("Dig skall min själ sitt offer bära")
- 19. För dig, o Gud

#### 2. Försynen
- 20. Guds godhet ("Jag kan icke räkna dem alla")
- 21. Du ömma fadershjärta
- 22. Jag lyfter mina händer
- 23. Ni korpungar små
- 24. På underbara vägar
- 25. Om faror förfära och nöd tränger
- 26. Guds änglar ("Gud låter sina trogna här")
- 27. All hjälp från Gud ("Min hjälp den kommer blott från Gud")
- 28. God är Gud ("Friska daggen, sköna")
- 29. O Gud, till dig
- 30. Vi så ofta har bekymmer
- 31. Jag har en trofast Fader
- 32. Änglars vakt ("Gud vare tack och ära")

#### 3. Guds kärlek
- 33. Skåden, hvilken kärlek!
- 34. Hans älskande hjärta
- 35. Så älskade Gud världen
- 36. Underbar kärlek
- 37. Guds faderskärlek ("Dig, Herre Gud, är ingen")
- 38. Gud är kärlek
- 39. Gud älskar ej på mänskors vis
- 40. Guds kärlek
- 41. Gud är kärlek
- 42. O Gud, hvad hör jag?

### III. Kristus

#### 1. Jesu födelse
- 43. Ett barn i dag är off gifvet
- 44. Var hälsad, sköna morgonstund
- 45. Till Betlehem ("Till Betlehem mitt hjärta")
- 46. Du Betlehem ("Du Betlehem, du lilla stad")
- 47. Änglars sång ("I midnattstimmens tysta stund")
- 48. Herren af himlen
- 49. Kristus, morgonstjärnan
- 50. Stå upp i fröjd!
- 51. O du saliga!
- 52. Se, natten flyr
- 53. Jublen, I himlar!
- 54. Jesu lif på jorden ("Himlens fåglar hafva sina nästen")

#### 2. Jesu lidande och död
- 55. Skåden nu här alle!
- 56. Du går, Guds lamm
- 57. Guds rena lamm
- 58. Min blodige konung
- 59. Jesus dog för mig.
- 60. Det dyra blodet.
- 61. Allt fullkomnadt
- 62. Se Guds lamm!
- 63. Vi tacka dig, o Jesus god
- 64. Tänk, o min själ!
- 65. Jag såg det dyra korset
- 66. Vid Jesu kors
- 67. Smärtornas man
- 68. Böjd under korset
- 69. Försoningen
- 70. När han för oss dog
- 71. En timme i Getsemane
- 72. Kvalda hjärta
- 73. Kristi kors.
- 74. O, vandrade min Herre Gud?

#### 3. Jesu uppståndelse
- 75. Han lefver ("Uppstånden är vår Herre Krist")
- 76. Halleluja! Han lefver
- 77. Pris och ära
- 78. Församlingens triumf
- 79. Kristus är uppstånden
- 80. Allt i alla Kristus ("Uppstånden är Kristus! Gudomliga lif!")
- 81. Denna är den stora dagen
- 82. Upp, min tunga!
- 83. Herren är konung

#### 4. Jesu himmelsfärd
- 84. Till härlighetens land
- 85. Efter slutadt värf
- 86. Han kommer igen
- 87. Vi hafva i himlen en öfverstepräst
- 88. Halleluja!
- 89. Lofva Gud, min själ!
- 90. Från jorden till himlen

#### 5. Jesu namn
- 91. Jesus är ett tröstrikt namn
- 92. Jag sjunga vill om Jesus
- 93. Guds namn
- 94. Lofva Herrens namn!
- 95. Den bäste vännen
- 96. Hur ljufligt klingar Jesu namn!
- 97. Kröningssång
- 98. O namn af fröjd!
- 100. Jesu namn, min trygghet.
- 101. Det bästa namnet
- 102. Det härliga namnet
- 103. Jesus är mitt allt

### IV. Den Helige Ande
- 104. Enhetens Ande ("Helge Ande, du som samlar")
- 105. Herre, låt din Ande hvila!
- 106. Helge Ande, sänk dig neder!
- 107. O Helge And' af himlen sänd
- 108. Helge Ande, låt ditt ljus
- 109. Helge Ande, dig utgjut!
- 110. Bön om Andens gåfva
- 111. Kraft från höjden
- 112. Beseglad med Anden
- 113. Bön om Andens ledning
- 114. Gud, låt din Ande!
- 115. Bönesång
- 116. Den Helige Ande är när
- 117. Himladufva
- 118. O Gud, vår Fader kär
- 119. Helge Ande, kom!
- 120. Hugsvalaren
- 121. Den trofaste ledsagaren.
- 122. Helge Ande ljufva
- 123. O Helge Ande, kom och tänd!
- 124. Skurar af frälsning.

### V. Frälsningen

#### 1. Väckelse
- 125. Vak upp!
- 126. Kom just nu!
- 127. Hör, han klappar
- 128. Hvad har du i himmelen?
- 129. Rum för Jesus
- 130. Tror du på Guds son?
- 131. Till den affällige
- 132. O, öppna ditt hjärta för Herren!
- 133. Innerligt Jesus dig kallar
- 134. Har du mot att blifva borta?
- 135. Den kostliga pärlan ("Har du funnit den kostliga pärlan")
- 136. Nästan en kristen
- 137. Hvart går du?
- 138. Hvad synes dig om Kristus
- 139. Hvar är du?
- 140. Hvarför vill du dröja
- 141. Ofta i kvällens tystaste timma
- 142. Min son, gif mig ditt hjärta
- 143. Bygg på säker grund
- 144. Öppna nu
- 145. Lefver du?
- 146. Hvar är min son i kväll?
- 147. Kom igen!
- 148. Ungdom i världen

#### 2. Evangelii inbjudning
- 149. Se och lef!
- 150. Än är det rum
- 151. Vill du gå med till himlen?
- 152. Jag lyssnar stilla
- 153. Min Gud, jag vill
- 154. Hvar och en som vill
- 155. Kom, vilsna själ!
- 156. Den öppna porten
- 157. Jesus förmår
- 158. Ho som helst
- 159. Bröllopet tillredt står
- 160. Jesus af Nasaret går här fram
- 161. Vid korset finns det rum
- 162. Nödga dem att komma in
- 163. Allt är redo
- 164. Jag hörde Jesu röst
- 165. Synda icke mer!
- 166. Det fasta ordet ("Det är ett fast ord")
- 167. Om din synd än är blodröd
- 168. O, låt med kraftigt ljud!
- 169. Det glada budskapet
- 170. Ännu rum för dig
- 171. Hvar och en
- 172. Kom, du bedröfvade
- 173. Herren kallar dig
- 174. Herren står och väntar
- 175. Uti Jesu blod allena
- 176. Hälsokällan
- 177. Just honom likt
- 178. Här en källa rinner
- 179. Tro på Jesus
- 180. Rum invid korset
- 181. Kom!
- 182. Hör Fadrens röst i dag!
- 183. Hvem kommer näst?
- 184. Jesus älskar barnen
- 185. Jag vet en källa
- 186. Den store läkaren
- 187. Jesus undfår syndare
- 188. Reningsbrunnen
- 189. Låt nu upp!
- 190. Skynda, skynda!
- 191. Nåd för dig
- 192. Syndare, som borta går
- 193. Förlorade son, kom hem!

#### 3. Sinnesändring och tro
- 194. Hur ljuft att tro!
- 195. Välsignad den dagen
- 196. Jag tror det nu
- 197. I kärlek han mig sökte
- 198. Just som jag är
- 199. I måsten födas på nytt
- 200. Emedan blodet räcker till

### VI. Det kristliga lifvet

#### 1. Helgelse
- 239. Tag mitt lif och helga mig!

#### 2. Kristi efterföljelse
- 256. Hvar som helst med Jesus

#### 3. Strid och pröfning
- 271. Stå upp, stå upp för Jesus!

#### 4. Trygghet och frid
- 287. Sittande vid Jesu fötter

### VII. Böne- och lofsånger

#### 1. Bönesånger
- 345. Helige Fader

#### 2. Lofsånger
- 372. O, ägde blott min tunga ljud!

### VIII. Församlingssånger

#### 1. Guds ord
- 396. Se, Herrens ord är rent och klart

#### 2. Före och efter ordets predikan
- 413. Hit, o Jesus samlas vi

#### 3. Dop och nattvard
- 434. Hvi töfvar du?

#### 4. Brödragemenskap
- 451. Ditt rike, Kristus, skall bestå

#### 5. Herrens dag
- 471. Herrens dag är kommen

### IX. Kristlig verksamhet
- 478. Vår store Gud

### X. Sånger vid särskilda tillfällen

#### 1. Bröllopssånger
- 531. Gud, välsigna dessa hjärtan!

#### 2. Predikantordination
- 534. Simon Jona, älskar du mig?

#### 3. Kyrkoinvigning
- 537. Liksom fordom uti templet

#### 4. Vid årsskiftet
- 541. Nyårsbön

#### 5. Morgon och afton
- 546. Din klara sol

#### 6. Afskedssånger
- 550. Därofvan säges ej farväl

#### 7. Vid tanken på tidens korthet och döden
- 554. Framåt i Jesu namn!

#### 8. Vid begrafningar
- 561. Så har du, vår broder, fullbordat ditt lopp

### XI. De yttersta tingen

#### 1. Hemlandssånger
- 572. En ljuflig tanke

#### 2. Kristi tillkommelse
- 599. Se, brudgummen kommer

#### 3. De troendes förhärligande
- 621. En morgon utan synd jag vakna får

#### 4. Domen
- 657. En dag skall uppgå för vår syn

### XII. Nykterhets,- fosterlands- och afslutningssånger

#### 1. Nykterhetssånger
- 662. Strid för nykterhet

#### 2. Fosterlandssånger
- 668. Den stjärnströdda fanan
- 669. The Star-Spangled Banner
- 670. Amerika
- 671. America

#### 3. Afslutningssånger
- 672. Amen, halleluja!
- 673. Hosianna, Davids Son!
- 674. Sions amen
- 675. Apostolisk välsignelse

### Fotnoter
1. ↑   Nya psalmisten: sånger för allmän och enskild uppbyggelse. Minneapolis, Minn.: Konferensen. 1903. Libris 1260167